# 狩生駅

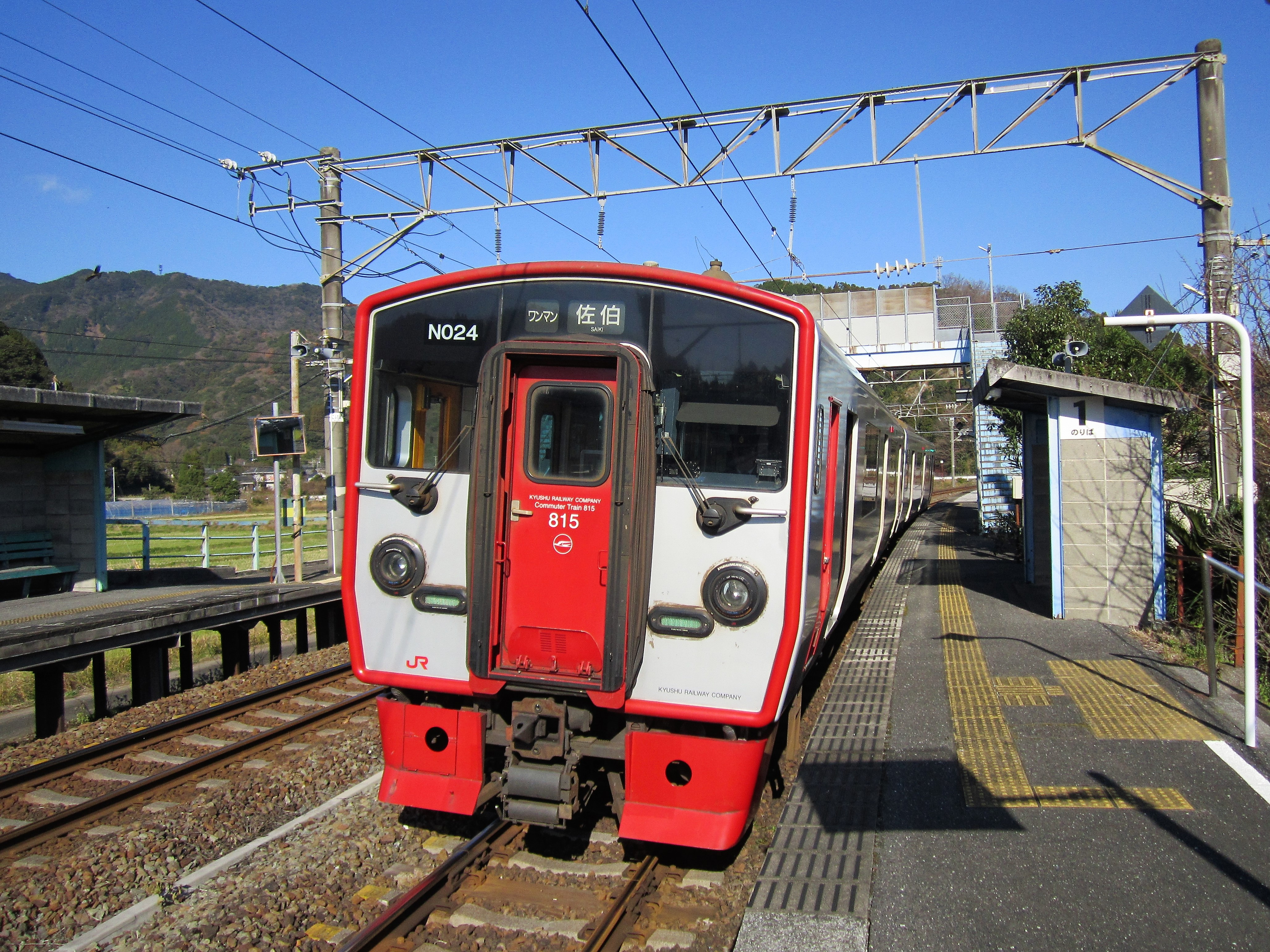
1番線に停車中の列車

狩生駅（かりうえき）は、大分県佐伯市大字狩生にある、九州旅客鉄道（JR九州）日豊本線の駅である。

## 歴史
1953年（昭和28年）ごろから地元より設置運動がなされていたもので、1958年（昭和33年）7月20日に着工した。なお、設置に伴い並行する国道217号は470mにわたって海岸寄りに移された。

### 年表
- 1959年（昭和34年）4月15日：日本国有鉄道が開設[2][4]。
- 1972年（昭和47年）3月30日：荷物扱い廃止[5]。無人駅となる[6]。
- 1987年（昭和62年）4月1日：国鉄分割民営化により九州旅客鉄道に継承[4]。
- 2017年（平成29年）
  - 9月17日：平成29年台風18号の影響により、宇島駅 - 鹿児島中央駅間が終日運休[7]
  - 9月19日：臼杵駅 - 延岡駅間不通のため臼杵駅 - 佐伯駅間で代行バス輸送を開始[8][9]。
  - 12月18日：臼杵駅 - 佐伯駅間で運転再開（代行輸送は前日で終了）[10]。

## 駅構造
相対式ホーム2面2線を有する地上駅で、駅本屋と反対側のホームとは跨線橋で結ばれている。ホームの長さは200mある。駅本屋（床面積66.5m2）は開業当時のもので、日曜の午前中のみ地元の農産品や魚介物の直売所として利用されている。
無人駅である。自動券売機は設置されていない。乗車時は車掌乗務列車の場合、車掌より乗車券を購入し、ワンマン列車の場合はそのまま乗車し、着駅で精算する（小倉 - 佐伯間のワンマン列車は車内精算を行っていない）。この形態は同路線の西屋敷駅や竜ヶ水駅にもみられる。

### のりば
| のりば | 路線      | 方向 | 行先     |
| ------ | --------- | ---- | -------- |
| 1      | ■日豊本線 | 下り | 佐伯方面 |
| 2      | ■日豊本線 | 上り | 大分方面 |

## 利用状況
- 2015年度の1日平均乗車人員は16人である。（前年度比-2人）

| 乗車人員推移 | 乗車人員推移 |
| 年度         | 1日平均人数  |
| ------------ | ------------ |
| 2000         | 28           |
| 2001         | 28           |
| 2002         | 30           |
| 2003         | 27           |
| 2004         | 19           |
| 2005         | 17           |
| 2006         | 16           |
| 2007         | 12           |
| 2008         | 12           |
| 2009         | 11           |
| 2010         | 12           |
| 2011         | 14           |
| 2012         | 21           |
| 2013         | 22           |
| 2014         | 18           |
| 2015         | 16           |

## 駅周辺
- 西上浦郵便局
- 彦島
- 国道217号[2]
- 狩生鍾乳洞

## 隣の駅
九州旅客鉄道（JR九州）
■日豊本線
浅海井駅 - 狩生駅 - 海崎駅